# Bučávka
Bučávka (německy Butschafka) je vesnice, část obce Liptaň v okrese Bruntál. Nachází se asi 2,5 km na jihovýchod od Liptaně.
Bučávka je také název katastrálního území o rozloze 3,08 km2.

## Název
Jméno vsi znělo původně asi Bušovec (1582 doloženo Bussowetz) odvozené od osobního jména Buš, domácí zkratky některého jména obsahujícího Bud- (např. Budislav). Význam původního jména byl "malý Bušov" nebo "Bušův majetek". Existovala také podoba Bušovka ("malá Bušova ves"), která doložena 1570 německým Bischofka (přikloněno k Bischof - "biskup") a z níž se vyvinula dnešní podoba jména.

## Historie
První písemná zmínka o obci pochází z roku 1570.

## Vývoj počtu obyvatel
Počet obyvatel Bučávky podle sčítání nebo jiných úředních záznamů:
| Rok            | 1869 | 1880 | 1890 | 1900 | 1910 | 1921 | 1930 | 1950 | 1961 | 1970 | 1980 | 1991 | 2001 |
| -------------- | ---- | ---- | ---- | ---- | ---- | ---- | ---- | ---- | ---- | ---- | ---- | ---- | ---- |
| Počet obyvatel | 500  | 463  | 445  | 403  | 356  | 341  | 305  | 176  | 128  | 77   | 48   | 44   | 41   |

1. ↑  z toho: 0 Čechoslováků, 303 Němců; 304 řím. kat., 1 evang.,

V Bučávce je evidováno 52 adres, vesměs čísla popisná (trvalé objekty). Při sčítání lidu roku 2001 zde bylo napočteno 48 domů, z toho 13 trvale obydlených.

## Pamětihodnosti
- Kaple
- Venkovský dům čp. 35

## Galerie

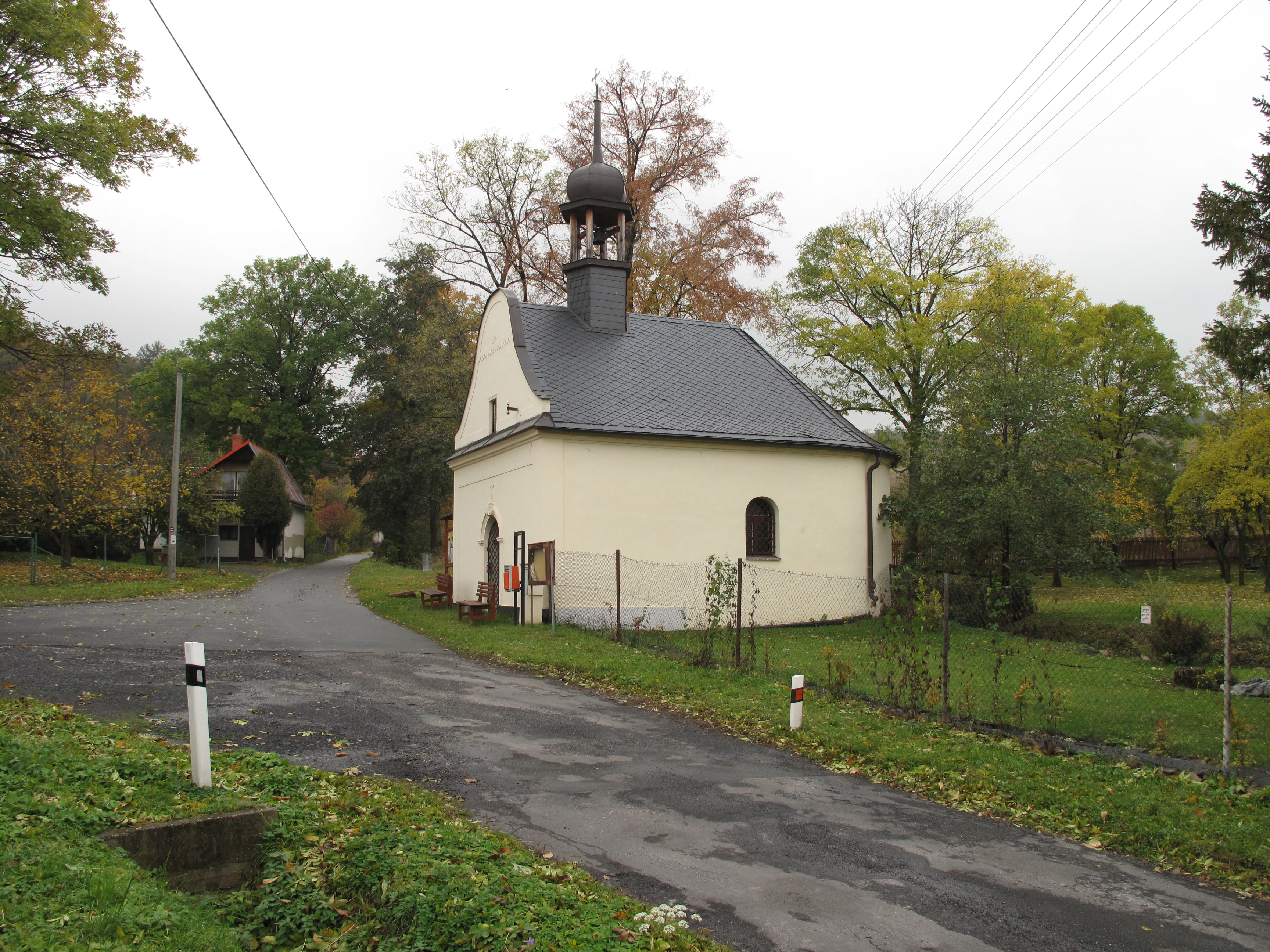
Kaplička
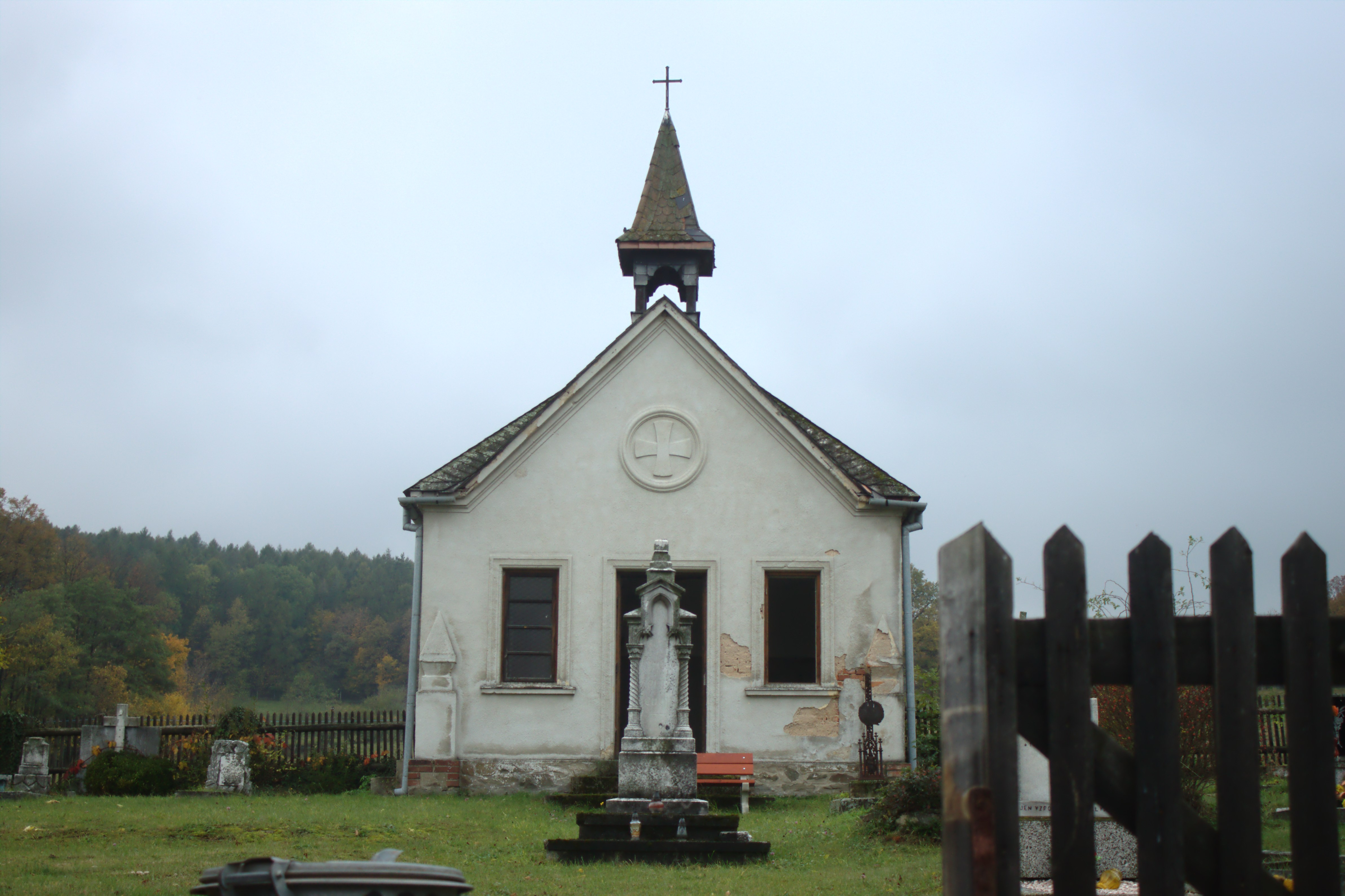
Hřbitovní kaple
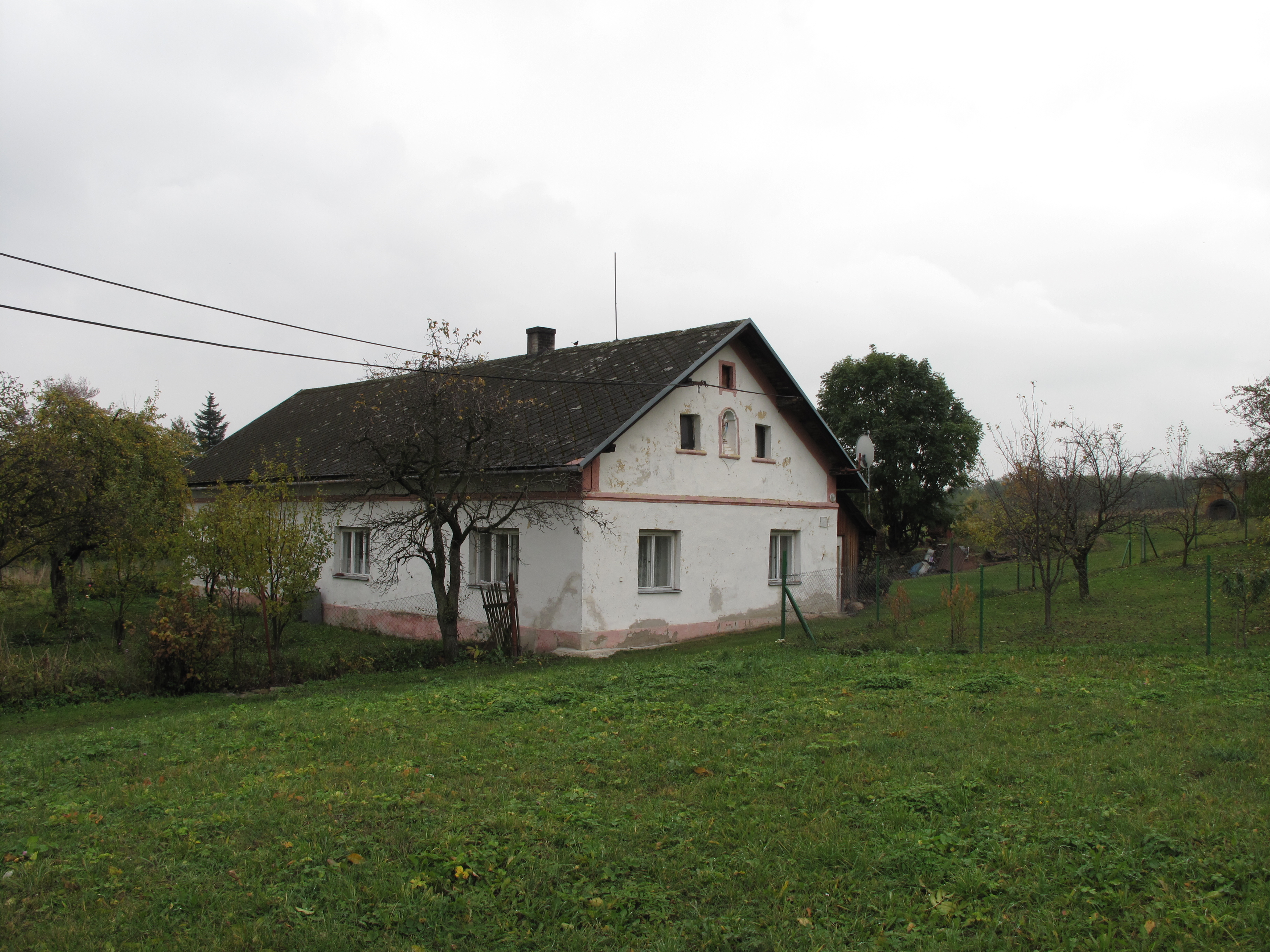
Chalupa